# Xolidayboy
Xolidayboy, pseudonimo di Ivan Olegovič Minaev, noto anche come Ivan Rževskij (in russo Иван Ржевский?) (in russo Иван Олегович Минаев?; in ucraino Іван Олегович Мінаєв?, Ivan Olehovyč Minajev; Sebastopoli, 2 maggio 2000), è un cantante ucraino naturalizzato russo.

## Biografia
Minajev ha frequentato una scuola di musica da piccolo, dove ha preso corsi di chitarra, pianoforte e canto. Si è trasferito a Mosca nel 2020 col fine di intraprendere una carriera musicale.
Il suo album in studio d'esordio, Božestvennaja komedija, è stato messo in commercio nell'aprile 2022 ed è stato anticipato dall'estratto Let's Play. È salito alla ribalta solo nella seconda metà dell'anno, col successo digitale Moja chuliganka.
È stato uno degli artisti che ha preso parte alla raccolta omaggio a Valerija, intitolata Tribjut Valerii e contenente la sua interpretazione di Okeany. Nell'agosto 2023 è avvenuta la pubblicazione del secondo LP Klub anonimnych romantikov, accolto sin da subito commercialmente.
Požary (2024) è divenuta la sua hit principale, venendo riconosciuta col premio Novoe Radio al miglior singolo, e rimanendo tra i brani più popolari sui servizi digitali della Federazione Russa e radiofonicamente anche all'estero a distanza di un anno d'uscita. Xolidayboy è finito in lizza per due riconoscimenti alla gala annuale di Muz-TV; alla cerimonia, si è portato a casa il premio alla rivelazione dell'anno. È stato impegnato con una tournée musicale durante l'anno; i suoi concerti a Krasnodar, Novosibirsk e Perm' sono figurati nella top ten degli eventi col maggior numero di biglietti venduti dell'intero 2024 su Yandex Afiša. Ha inoltre partecipato al VK Fest nel luglio 2024.
Nell'aprile 2025 Xolidayboy è stato candidato per due premi Muz-TV, uno per il miglior artista maschile e l'altro per il miglior video con Požary. Ha poi diffuso Love Again, il suo secondo ingresso nella top 15 della Top Internet Hits Russia Weekly Chart della Tophit, ed è stato poi incluso nella lista annuale degli under 30 di Forbes Russia. Sia Manija che Požary hanno ricevuto il riconoscimento per gli oltre 100 milioni di stream VK Muzyka nel mese di giugno.

## Vita privata
Xolidayboy si considera ucraino e ha definito «non necessario» il conflitto russo-ucraino.

## Discografia

### Album in studio
- 2022 – Božestvennaja komedija
- 2023 – Klub anonimnych romantikov
- 2025 – Dlja tebja

### Singoli
- 2021 – Marmeladnyj dom
- 2021 – Ljubov' i roboty
- 2021 – Figaro
- 2022 – Let's Play
- 2022 – Baby Gangsta
- 2022 – Plaksa
- 2022 – Za paru sec
- 2022 – Moja chuliganka
- 2022 – Poslednij den' na zemle
- 2023 – Ostav' bokal
- 2023 – Manija
- 2023 – Kompas
- 2023 – Serdce v ogne (con Ivan Rejs)
- 2023 – Tupaja/Mama (con Ivan Rejs)
- 2023 – Malyška chočet dviža
- 2023 – House Serenada
- 2023 – Tvoj romans
- 2024 – Požary
- 2024 – Kino
- 2024 – My ne budem spat'
- 2024 – Zajčonok
- 2024 – Antikiller ljubov'
- 2024 – Ljumeny
- 2025 – Love Again

## Tournée
- 2023 – Tur 2023
- 2024 – Osennij tur
- 2025 – Tur 2025